# II Trill
II Trill – drugi studyjny album członka grupy UGK, Buna B. Jest to kontynuacja jego pierwszego albumu Trill, który odniósł spory sukces. Pierwotnie album miał ukazać się 29 kwietnia 2008, jednak premiera została przesunięta na 20 maja. Na albumie znajdują się utworzy poruszające sprawy polityczne i społeczne, a także utwór „Angel in the Sky” będący hołdem dla zmarłego przyjaciela, członka zespołu hip-hopowego UGK - Pimp C.
Album zawiera gościnne występy takich artystów jak: Sean Kingston, Pimp C, Young Buck, Lupe Fiasco, Lil Wayne, David Banner, Rick Ross, Mýa, Chamillionaire, Slim Thug, Webbie, Mike Jones, 8Ball & MJG, Z-Ro, Junior Reid i Juvenile.
Pierwszy singiel „That's Gangsta”, na którym gościnnie wystąpił Sean Kingston, a który został wyprodukowany przez J.R. Rotema, został wydany 19 lutego 2008. Drugim singlem jest „You're Everything” z gościnnym udziałem Ricka Rossa, Davida Bannera, a także duetu 8Ball & MJG wydany 31 lipca 2008.

## Sprzedaż
II Trill zadebiutował na 2. miejscu notowania Billboard 200, sprzedając się w ilości 98.000 egzemplarzy w pierwszym tygodniu. W drugim tygodniu sprzedał się w nakładzie około 40.000 kopii, osiągając 138.566 sprzedanych płyt. W następnym tygodniu sprzedaż wyniosła około 24.000 kopii co daje w sumie 162.527.
Album spędził także 3 tygodnie na szczycie notowania albumów „US Rap”. W czwartym tygodniu sprzedano 20.000 kopii, czyli łącznie 182.541. W piątym tygodniu album rozszedł się w 13.000 kopii, co daje 195.858. W szóstym tygodniu sprzedano 10.000 nakładu, osiągając 206.576. Do stycznia 2009 sprzedano 278.030 egzemplarzy albumu.

## Lista utworów
| Nr | Tytuł                                | Producent                 | Goście                               | Czas trwania | Sample                              |
| -- | ------------------------------------ | ------------------------- | ------------------------------------ | ------------ | ----------------------------------- |
| 1  | „II Trill”                           | Clinton Sparks            | Z-Ro, J. Prince                      | 4:19         |                                     |
| 2  | „That's Gangsta”                     | J.R. Rotem                | Sean Kingston                        | 3:52         |                                     |
| 3  | „Damn I'm Cold”                      | CHOPS                     | Lil Wayne                            | 4:31         |                                     |
| 4  | „You're Everything”                  | Mr. Lee                   | Rick Ross, David Banner, 8Ball & MJG | 4:36         | „Cry for You” by Jodeci             |
| 5  | „I Luv That”                         | Scott Storch              |                                      | 4:02         |                                     |
| 6  | „Swang on 'Em”                       | Enigma                    | Lupe Fiasco                          | 3:21         |                                     |
| 7  | „My Block”                           | Jazze Pha                 | Jazze Pha                            | 4:16         |                                     |
| 8  | „Get Cha Issue”                      | Big Tyme, Qwest           |                                      | 4:10         |                                     |
| 9  | „Pop It 4 Pimp”                      | Mouse                     | Webbie, Juvenile                     | 3:50         | „Back That Azz Up” by Juvenile      |
| 10 | „Good II Me”                         | Big Tyme, Intl Red, Bun B | Mýa                                  | 4:48         | „Just Be Good to Me” by S.O.S. Band |
| 11 | „Underground Thang”                  | Cory MO                   | Chamillionaire, Pimp C               | 4:28         | „Steppin' Out” by Steel Pulse       |
| 12 | „If I Die II Night”                  | J-Roc                     | Lyfe Jennings, Young Buck            | 4:14         |                                     |
| 13 | „Another Soldier”                    | DJ Khalil                 | Mddl Fngz, Cobe                      | 4:18         |                                     |
| 14 | „If It Was Up II Me”                 | Blackout Movement         | Junior Reid                          | 4:57         |                                     |
| 15 | „Trill Talk”                         |                           |                                      | 0:14         |                                     |
| 16 | „Angel in the Sky”                   | Cozmo                     | Razah                                | 4:57         |                                     |
| 17 | „II Trill Talk”                      |                           |                                      | 0:07         |                                     |
| 18 | „Keep It 100”                        | CHOPS                     |                                      | 4:36         |                                     |
| 19 | „City of the Swang” (Best Buy bonus) | Cory MO                   | Mike Jones, Slim Thug                | 3:58         |                                     |
| 20 | „Some Hoes” (Best Buy bonus)         | Big Dez                   | Bulletproof, Chino XL, Killer Mike   | 4:49         |                                     |

### Chopped-Up Not Slopped-Up
Wersja chopped & screwed albumu została wydana 5 sierpnia 2008.
1. II Trill - 5:26
2. Damn I'm Cold - 6:46
3. Get Cha Issue - 6:22
4. Keep It 100 - 6:32
5. Underground Thang - 5:54
6. Swang On Em - 3:52
7. You're Everything - 6:15
8. I Luv That - 4:24
9. Pop It 4 Pimp - 4:57
10. Good II Me - 5:19
11. That's Gangsta - 5:02
12. City of the Swang - 5:18
13. Another Soldier - 6:42
14. Angel in the Sky - 6:50

## Notowania albumu
| Notowanie (2008)                      | Najwyższa pozycja |
| ------------------------------------- | ----------------- |
| U.S. Billboard 200                    | 2                 |
| U.S. Billboard Top R&B/Hip-Hop Albums | 1                 |
| U.S. Billboard Top Rap Albums         | 1                 |